# Día Panamericano del Médico

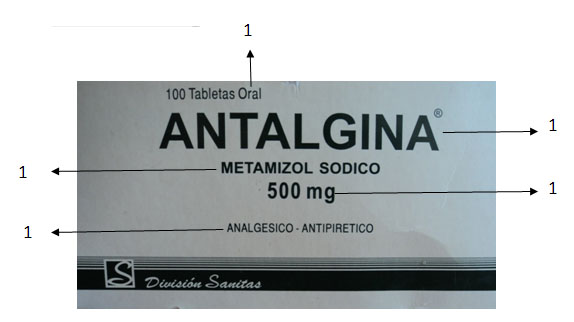

El Día Panamericano del Médico es una celebración anual que tiene lugar el 3 de diciembre, promovido por la Organización Panamericana de la Salud en 1953.

## Proclamación
El Día Panamericano del Médico Ed una celebración propuesta por la Federación Médica Argentina a través del profesor Remo Bergoglio durante el Congreso Panamericano de Medicina celebrado en 1953 en Dallas, Texas, y fue promovido por la Organización Panamericana de la Salud (OPS). La fecha fue instaurada en honor a Carlos Finlay, un médico cubano que descubrió el papel del mosquito Aedes aegypti como vector de transmisión de la fiebre amarilla, un descubrimiento que ha salvado millones de vidas a lo largo de los años. La proclamación busca reconocer la labor de los médicos en el continente americano y destacar su contribución a la salud pública, inspirada en los logros y la dedicación del doctor Finlay, pionero en la investigación sobre enfermedades infecciosas y desempeñó un papel relevante en la creación de la Oficina Sanitaria Internaciona, precursora de la OPS.

## Celebración
Se celebra el 3 de diciembre, fecha elegida para conmemorar el nacimiento del doctor Carlos Finlay en 1833. Se celebra principalmente en Colombia, Uruguay y Guatemala, además de Argentina e Hispanoamérica en general. Las actividades incluyen homenajes, escritos académicos y eventos que resaltan la importancia del trabajo médico. En el contexto actual, la OPS utiliza la fecha para recordar y rendir homenaje a Finlay y su legado en la salud pública mundial, y a menudo se le denomina Día de la Medicina en las Américas, aunque hay también algunas referencias donde se conoce como Día de la Medicina Latinoamericana.